# Gammarus stojicevici
Gammarus stojicevici is een vlokreeftensoort uit de familie van de Gammaridae. De wetenschappelijke naam van de soort is voor het eerst geldig gepubliceerd in 1929 door S. Karaman.
Deze in het oosten van Servië voorkomende soort kan 20 mm groot worden.